# Liam Millar
Liam Alan Millar (Toronto, Ontario, Canadá, 27 de septiembre de 1999) es un futbolista canadiense que juega en la posición de delantero para el Hull City A. F. C. de la EFL Championship.

## Biografía
Tras empezar a formarse como futbolista en el Fulham F. C. y en el Liverpool F. C., en 2019 se marchó en calidad de cedido al Kilmarnock F. C. de Escocia. Llegó a disputar un total de 34 partidos de liga y copa y anotó dos goles. Finalmente en el 2020 se marchó de nuevo al Liverpool. Hizo su debut el 4 de febrero de 2020 en la FA Cup contra el Shrewsbury Town F. C., tras ser sustituido por Joe Hardy en el minuto 82. Desde entonces siguió jugando con el equipo sub-23 hasta que en enero de 2021 fue cedido al Charlton Athletic F. C. hasta final de temporada. En julio del mismo año se marchó definitivamente del conjunto liverpuliano rumbo al F. C. Basilea. Con este equipo jugó cerca de un centenar de partidos antes de regresar a Inglaterra en septiembre de 2023 después de ser cedido al Preston North End F. C. Tras este préstamo siguió jugando en el país una vez fue traspasado al Hull City A. F. C. en agosto de 2024.

## Selección nacional
Tras jugar con la selección de fútbol sub-20 de Canadá y con la sub-23, finalmente hizo su debut con la selección absoluta el 24 de marzo de 2018 en un partido amistoso contra Nueva Zelanda que finalizó con un resultado de 1-0 a favor del combinado canadiense tras el gol de Tosaint Ricketts.

### Participaciones en Copas América
| Torneo            | Sede           | Resultado     | Partidos | Goles |
| ----------------- | -------------- | ------------- | -------- | ----- |
| Copa América 2024 | Estados Unidos | Cuarto puesto | 5        | 0     |

## Estadísticas

### Clubes
| Club                               | Div.          | Temporada     | Liga  | Liga  | Copas nacionales | Copas nacionales | Copas internacionales | Copas internacionales | Total | Total | Media goleadora |
| Club                               | Div.          | Temporada     | Part. | Goles | Part.            | Goles            | Part.                 | Goles                 | Part. | Goles | Media goleadora |
| ---------------------------------- | ------------- | ------------- | ----- | ----- | ---------------- | ---------------- | --------------------- | --------------------- | ----- | ----- | --------------- |
| Kilmarnock F. C. Escocia           | 1.ª           | 2018-19       | 13    | 1     | 1                | 0                | ―                     | ―                     | 14    | 1     | 0.07            |
| Kilmarnock F. C. Escocia           | 1.ª           | 2019-20       | 20    | 1     | 2                | 0                | 0                     | 0                     | 22    | 1     | 0.05            |
| Kilmarnock F. C. Escocia           | Total club    | Total club    | 33    | 2     | 3                | 0                | 0                     | 0                     | 36    | 2     | 0.06            |
| Liverpool F. C. Inglaterra         | 1.ª           | 2019-20       | 0     | 0     | 1                | 0                | 0                     | 0                     | 1     | 0     | 0               |
| Liverpool F. C. Inglaterra         | Total club    | Total club    | 0     | 0     | 1                | 0                | 0                     | 0                     | 1     | 0     | 0               |
| Charlton Athletic F. C. Inglaterra | 3.ª           | 2020-21       | 27    | 2     | ―                | ―                | ―                     | ―                     | 27    | 2     | 0.07            |
| Charlton Athletic F. C. Inglaterra | Total club    | Total club    | 27    | 2     | 0                | 0                | 0                     | 0                     | 27    | 2     | 0.07            |
| F. C. Basilea · Suiza              | 1.ª           | 2021-22       | 31    | 7     | 3                | 1                | 12                    | 2                     | 46    | 10    | 0.22            |
| F. C. Basilea · Suiza              | 1.ª           | 2022-23       | 26    | 0     | 4                | 0                | 16                    | 1                     | 46    | 1     | 0.02            |
| F. C. Basilea · Suiza              | 1.ª           | 2023-24       | 4     | 0     | 1                | 2                | 1                     | 0                     | 6     | 2     | 0.33            |
| F. C. Basilea · Suiza              | Total club    | Total club    | 61    | 7     | 8                | 3                | 29                    | 3                     | 98    | 13    | 0.13            |
| Preston North End F. C. Inglaterra | 2.ª           | 2023-24       | 35    | 5     | 1                | 0                | ―                     | ―                     | 36    | 5     | 0.14            |
| Preston North End F. C. Inglaterra | Total club    | Total club    | 35    | 5     | 1                | 0                | 0                     | 0                     | 36    | 5     | 0.14            |
| Hull City A. F. C. Inglaterra      | 2.ª           | 2024-25       | 11    | 1     | 1                | 0                | ―                     | ―                     | 12    | 1     | 0.08            |
| Hull City A. F. C. Inglaterra      | Total club    | Total club    | 11    | 1     | 1                | 0                | 0                     | 0                     | 12    | 1     | 0.08            |
| Total carrera                      | Total carrera | Total carrera | 167   | 17    | 14               | 3                | 29                    | 3                     | 210   | 23    | 0.11            |